# Hôtel Janvier
Pour les articles homonymes, voir Janvier (homonymie).
 (juillet 2014).
L'Hôtel Janvier est un hôtel particulier du XIXe siècle situé 2 avenue Jeanne-d'Arc et 3 rue de Quinconce, dans la ville d'Angers, en Maine-et-Loire.